# テトゥヒ・ロバーツ
テトゥヒ・ロバーツ（Tetuhi Roberts、1994年7月6日 - ）は、ジャパンラグビーリーグワン三重ホンダヒートに2023-24シーズンまで所属していたラグビー選手。

## プロフィール
- ニュージーランド出身[1]。
- ポジションはロック(LO)。
- 身長 191 cm、体重 110 kg
- ニックネームはトゥイ。

## 略歴
14歳からラグビーを始めた。
2014年、札幌山の手高校卒業後、東海大学に入る。なお札幌山の手高校時代、高校日本代表に選ばれたことがある。
2018年、東海大学卒業後、Honda Heat(現・三重ホンダヒート)に加入。同年9月22日に行われたジャパンラグビートップリーグ第4節のクボタスピアーズ戦にて途中出場で日本での公式戦初出場を果たす。
2024年5月、三重ホンダーヒートを退団。